# 4e étape du Tour d'Espagne 2024
Pour un article plus général, voir Tour d'Espagne 2024.
La 4e étape du Tour d'Espagne 2024 se déroule le mardi 20 août 2024 entre Plasencia et le Pico Villuercas en Estrémadure, sur une distance de 167 km.

## Parcours
Au départ de la ville historique de Plasencia, la première étape sur le sol espagnol est aussi la première étape de montagne et la première arrivée au sommet de la Vuelta 2024. Les coureurs abordent rapidement une ascension de 2e catégorie puis enchaînent avec la montée de l'Alto de Piornal (col de 1re catégorie, altitude : 1 198 m) dans les 50 premiers kilomètres. Ce début d'étape est propice à une échappée. Après la longue descente de ce col puis une partie plate, le parcours s'élève de nouveau avec un col de 3e catégorie, le Puerto de Miravete, puis l'ascension finale vers le Pico Villuercas (commune de Navezuelas), avec 3 kilomètres sur des routes en ciment comprenant des pentes de 15 à 16 %.

## Déroulement de la course
Cinq hommes constituent l'échappée du jour : Sylvain Moniquet (Lotto Dstny), Filippo Zana (Jayco AlUla), Bruno Armirail (Decathlon AG2R La Mondiale), Pablo Castrillo (Kern Pharma) et Mikel Bizkarra (Euskaltel-Euskadi). Armirail attaque à 39 km du but, suivi par Castrillo. Dans la partie la plus pentue de l'ascension finale, les deux échappés sont repris à 5 kilomètres de l'arrivée alors que Pavel Sivakov puis Felix Gall tentent leur chance mais c'est finalement un groupe de trois coureurs qui se détache à 2,7 km du terme. Il est formé de Primož Roglič, Enric Mas et Lennert Van Eetvelt. Sur les pentes moins sévères des deux derniers kilomètres, João Almeida, Felix Gall, Matthew Riccitello puis Mikel Landa reviennent sur le trio de tête. Landa lance le sprint de loin. Il est repris par Van Eetvelt qui se fait lui-même dépasser in extremis par Roglič sur la ligne. Primož Roglič s'empare du maillot rouge.

## Résultats

### Classement de l'étape
| \| Classement de l'étape \| Classement de l'étape \| Classement de l'étape \| Classement de l'étape \| Classement de l'étape \| \| Coureur \| Coureur \| Pays \| Équipe \| Temps \| \| --------------------- \| --------------------- \| --------------------- \| -------------------------- \| --------------------- \| \| 1er \| Primož Roglič \| Slovénie \| Red Bull-Bora-Hansgrohe \| 4 h 26 min 49 s \| \| 2e \| Lennert Van Eetvelt \| Belgique \| Lotto Dstny \| + 0 s \| \| 3e \| João Almeida \| Portugal \| UAE Team Emirates \| + 0 s \| \| 4e \| Enric Mas \| Espagne \| Movistar Team \| + 0 s \| \| 5e \| Felix Gall \| Autriche \| Decathlon-AG2R La Mondiale \| + 0 s \| \| 6e \| Matthew Riccitello \| États-Unis \| Israel-Premier Tech \| + 0 s \| \| 7e \| Mikel Landa \| Espagne \| Soudal Quick-Step \| + 0 s \| \| 8e \| Antonio Tiberi \| Italie \| Bahrain Victorious \| + 18 s \| \| 9e \| George Bennett \| Nouvelle-Zélande \| Israel-Premier Tech \| + 28 s \| \| 10e \| Pavel Sivakov \| France \| UAE Team Emirates \| + 28 s \| |                     |                  |                            |                 |
| |                     |                  |                            |                 |
| Source : ProCyclingStats |                     |                  |                            |                 |
| Classement de l'étape |                     |                  |                            |                 |
| Coureur | Coureur             | Pays             | Équipe                     | Temps           |
| 1er | Primož Roglič       | Slovénie         | Red Bull-Bora-Hansgrohe    | 4 h 26 min 49 s |
| 2e | Lennert Van Eetvelt | Belgique         | Lotto Dstny                | + 0 s           |
| 3e | João Almeida        | Portugal         | UAE Team Emirates          | + 0 s           |
| 4e | Enric Mas           | Espagne          | Movistar Team              | + 0 s           |
| 5e | Felix Gall          | Autriche         | Decathlon-AG2R La Mondiale | + 0 s           |
| 6e | Matthew Riccitello  | États-Unis       | Israel-Premier Tech        | + 0 s           |
| 7e | Mikel Landa         | Espagne          | Soudal Quick-Step          | + 0 s           |
| 8e | Antonio Tiberi      | Italie           | Bahrain Victorious         | + 18 s          |
| 9e | George Bennett      | Nouvelle-Zélande | Israel-Premier Tech        | + 28 s          |
| 10e | Pavel Sivakov       | France           | UAE Team Emirates          | + 28 s          |

### Points attribués pour le classement par points
| Sprint intermédiaire Roturas (km 155) | Sprint intermédiaire Roturas (km 155) | Sprint intermédiaire Roturas (km 155) | Sprint intermédiaire Roturas (km 155) | Sprint intermédiaire Roturas (km 155) |
| ------------------------------------- | ------------------------------------- | ------------------------------------- | ------------------------------------- | ------------------------------------- |
|                                       | Coureur                               | Pays                                  | Équipe                                | Point(s)                              |
| 1er                                   | Pablo Castrillo                       | Espagne                               | Equipo Kern Pharma                    | 20                                    |
| 2e                                    | Bruno Armirail                        | France                                | Decathlon-AG2R La Mondiale            | 17                                    |
| 3e                                    | Kaden Groves                          | Australie                             | Alpecin-Deceuninck                    | 15                                    |
| 4e                                    | Wout van Aert                         | Belgique                              | Team Visma - Lease a Bike             | 13                                    |
| 5e                                    | Edward Planckaert                     | Belgique                              | Alpecin-Deceuninck                    | 10                                    |
| modifier                              |                                       |                                       |                                       |                                       |

| Arrivée d'étape La Villuerca (km 170,5) | Arrivée d'étape La Villuerca (km 170,5) | Arrivée d'étape La Villuerca (km 170,5) | Arrivée d'étape La Villuerca (km 170,5) | Arrivée d'étape La Villuerca (km 170,5) |
| --------------------------------------- | --------------------------------------- | --------------------------------------- | --------------------------------------- | --------------------------------------- |
|                                         | Coureur                                 | Pays                                    | Équipe                                  | Point(s)                                |
| 1er                                     | Primož Roglič                           | Slovénie                                | Red Bull-Bora-Hansgrohe                 | 20                                      |
| 2e                                      | Lennert Van Eetvelt                     | Belgique                                | Lotto Dstny                             | 17                                      |
| 3e                                      | João Almeida                            | Portugal                                | UAE Team Emirates                       | 15                                      |
| 4e                                      | Enric Mas                               | Espagne                                 | Movistar Team                           | 13                                      |
| 5e                                      | Felix Gall                              | Autriche                                | Decathlon-AG2R La Mondiale              | 11                                      |
| 6e                                      | Matthew Riccitello                      | États-Unis                              | Israel-Premier Tech                     | 10                                      |
| 7e                                      | Antonio Tiberi                          | Italie                                  | Bahrain Victorious                      | 9                                       |
| 8e                                      | George Bennett                          | Nouvelle-Zélande                        | Israel-Premier Tech                     | 8                                       |
| 9e                                      | Brandon Rivera                          | Colombie                                | Ineos Grenadiers                        | 7                                       |
| 10e                                     | Pavel Sivakov                           | France                                  | UAE Team Emirates                       | 6                                       |
| 11e                                     | Sepp Kuss                               | États-Unis                              | Team Visma - Lease a Bike               | 5                                       |
| 12e                                     | Aleksandr Vlasov                        |                                         | Red Bull-Bora-Hansgrohe                 | 4                                       |
| 13e                                     | Lorenzo Fortunato                       | Italie                                  | Astana Qazaqstan Team                   | 3                                       |
| 14e                                     | Andreas Kron                            | Danemark                                | Lotto Dstny                             | 2                                       |
| 15e                                     | David Gaudu                             | France                                  | Groupama-FDJ                            | 1                                       |
| modifier                                |                                         |                                         |                                         |                                         |

### Points attribués pour le classement du meilleur grimpeur
| Puerto de Cabezabellosa (km 23,9) 2e catégorie (9,2 km à 5,4%) | Puerto de Cabezabellosa (km 23,9) 2e catégorie (9,2 km à 5,4%) | Puerto de Cabezabellosa (km 23,9) 2e catégorie (9,2 km à 5,4%) | Puerto de Cabezabellosa (km 23,9) 2e catégorie (9,2 km à 5,4%) | Puerto de Cabezabellosa (km 23,9) 2e catégorie (9,2 km à 5,4%) |
| -------------------------------------------------------------- | -------------------------------------------------------------- | -------------------------------------------------------------- | -------------------------------------------------------------- | -------------------------------------------------------------- |
|                                                                | Coureur                                                        | Pays                                                           | Équipe                                                         | Point(s)                                                       |
| 1er                                                            | Sylvain Moniquet                                               | Belgique                                                       | Lotto Dstny                                                    | 5                                                              |
| 2e                                                             | Filippo Zana                                                   | Italie                                                         | Team Jayco AlUla                                               | 3                                                              |
| 3e                                                             | Mikel Bizkarra                                                 | Espagne                                                        | Euskaltel-Euskadi                                              | 1                                                              |
| modifier                                                       |                                                                |                                                                |                                                                |                                                                |

| Alto de Piornal (km 54,1) 1re catégorie (13,9 km à 5,6%) | Alto de Piornal (km 54,1) 1re catégorie (13,9 km à 5,6%) | Alto de Piornal (km 54,1) 1re catégorie (13,9 km à 5,6%) | Alto de Piornal (km 54,1) 1re catégorie (13,9 km à 5,6%) | Alto de Piornal (km 54,1) 1re catégorie (13,9 km à 5,6%) |
| -------------------------------------------------------- | -------------------------------------------------------- | -------------------------------------------------------- | -------------------------------------------------------- | -------------------------------------------------------- |
|                                                          | Coureur                                                  | Pays                                                     | Équipe                                                   | Point(s)                                                 |
| 1er                                                      | Sylvain Moniquet                                         | Belgique                                                 | Lotto Dstny                                              | 10                                                       |
| 2e                                                       | Filippo Zana                                             | Italie                                                   | Team Jayco AlUla                                         | 6                                                        |
| 3e                                                       | Bruno Armirail                                           | France                                                   | Decathlon-AG2R La Mondiale                               | 4                                                        |
| 4e                                                       | Mikel Bizkarra                                           | Espagne                                                  | Euskaltel-Euskadi                                        | 2                                                        |
| 5e                                                       | Pablo Castrillo                                          | Espagne                                                  | Equipo Kern Pharma                                       | 1                                                        |
| modifier                                                 |                                                          |                                                          |                                                          |                                                          |

| Puerto de Miravete (km 123,4) 3e catégorie (8 km à 4,5%) | Puerto de Miravete (km 123,4) 3e catégorie (8 km à 4,5%) | Puerto de Miravete (km 123,4) 3e catégorie (8 km à 4,5%) | Puerto de Miravete (km 123,4) 3e catégorie (8 km à 4,5%) | Puerto de Miravete (km 123,4) 3e catégorie (8 km à 4,5%) |
| -------------------------------------------------------- | -------------------------------------------------------- | -------------------------------------------------------- | -------------------------------------------------------- | -------------------------------------------------------- |
|                                                          | Coureur                                                  | Pays                                                     | Équipe                                                   | Point(s)                                                 |
| 1er                                                      | Bruno Armirail                                           | France                                                   | Decathlon-AG2R La Mondiale                               | 3                                                        |
| 2e                                                       | Filippo Zana                                             | Italie                                                   | Team Jayco AlUla                                         | 2                                                        |
| 3e                                                       | Sylvain Moniquet                                         | Belgique                                                 | Lotto Dstny                                              | 1                                                        |
| modifier                                                 |                                                          |                                                          |                                                          |                                                          |

| Pico Villuercas (km 170,4) 1re catégorie (14,6 km à 6,2%) | Pico Villuercas (km 170,4) 1re catégorie (14,6 km à 6,2%) | Pico Villuercas (km 170,4) 1re catégorie (14,6 km à 6,2%) | Pico Villuercas (km 170,4) 1re catégorie (14,6 km à 6,2%) | Pico Villuercas (km 170,4) 1re catégorie (14,6 km à 6,2%) |
| --------------------------------------------------------- | --------------------------------------------------------- | --------------------------------------------------------- | --------------------------------------------------------- | --------------------------------------------------------- |
|                                                           | Coureur                                                   | Pays                                                      | Équipe                                                    | Point(s)                                                  |
| 1er                                                       | Primož Roglič                                             | Slovénie                                                  | Red Bull-Bora-Hansgrohe                                   | 10                                                        |
| 2e                                                        | Lennert Van Eetvelt                                       | Belgique                                                  | Lotto Dstny                                               | 6                                                         |
| 3e                                                        | João Almeida                                              | Portugal                                                  | UAE Team Emirates                                         | 4                                                         |
| 4e                                                        | Enric Mas                                                 | Espagne                                                   | Movistar Team                                             | 2                                                         |
| 5e                                                        | Felix Gall                                                | Autriche                                                  | Decathlon-AG2R La Mondiale                                | 1                                                         |
| modifier                                                  |                                                           |                                                           |                                                           |                                                           |

### Bonifications
|   | Coureur          | Pays     | Équipe                     | Secondes |
| - | ---------------- | -------- | -------------------------- | -------- |
| 1 | Bruno Armirail   | France   | Decathlon-AG2R La Mondiale | 6 s      |
| 2 | Filippo Zana     | Italie   | Team Jayco AlUla           | 4 s      |
| 3 | Sylvain Moniquet | Belgique | Lotto Dstny                | 2 s      |

|   | Coureur             | Pays     | Équipe                  | Secondes |
| - | ------------------- | -------- | ----------------------- | -------- |
| 1 | Primož Roglič       | Slovénie | Red Bull-Bora-Hansgrohe | 10 s     |
| 2 | Lennert Van Eetvelt | Belgique | Lotto Dstny             | 6 s      |
| 3 | João Almeida        | Portugal | UAE Team Emirates       | 4 s      |

### Prix de la combativité
- Pablo Castrillo (Equipo Kern Pharma)

## Classements à l'issue de l'étape

### Classement général
| \| Classement général \| Classement général \| Classement général \| Classement général \| Classement général \| \| Coureur \| Coureur \| Pays \| Équipe \| Temps \| \| ------------------ \| ------------------- \| ------------------ \| -------------------------- \| ------------------ \| \| 1er \| Primož Roglič \| Slovénie \| Red Bull-Bora-Hansgrohe \| 14 h 33 min 08 s \| \| 2e \| João Almeida \| Portugal \| UAE Team Emirates \| + 8 s \| \| 3e \| Enric Mas \| Espagne \| Movistar Team \| + 32 s \| \| 4e \| Antonio Tiberi \| Italie \| Bahrain Victorious \| + 38 s \| \| 5e \| Lennert Van Eetvelt \| Belgique \| Lotto Dstny \| + 41 s \| \| 6e \| Felix Gall \| Autriche \| Decathlon-AG2R La Mondiale \| + 47 s \| \| 7e \| Brandon McNulty \| États-Unis \| UAE Team Emirates \| + 50 s \| \| 8e \| Mattias Skjelmose \| Danemark \| Lidl-Trek \| + 58 s \| \| 9e \| Mikel Landa \| Espagne \| Soudal Quick-Step \| + 58 s \| \| 10e \| Aleksandr Vlasov \| Bannière neutre \| Red Bull-Bora-Hansgrohe \| + 1 min 00 s \| |                     |                 |                            |                  |
| |                     |                 |                            |                  |
| Source : ProCyclingStats |                     |                 |                            |                  |
| Classement général |                     |                 |                            |                  |
| Coureur | Coureur             | Pays            | Équipe                     | Temps            |
| 1er | Primož Roglič       | Slovénie        | Red Bull-Bora-Hansgrohe    | 14 h 33 min 08 s |
| 2e | João Almeida        | Portugal        | UAE Team Emirates          | + 8 s            |
| 3e | Enric Mas           | Espagne         | Movistar Team              | + 32 s           |
| 4e | Antonio Tiberi      | Italie          | Bahrain Victorious         | + 38 s           |
| 5e | Lennert Van Eetvelt | Belgique        | Lotto Dstny                | + 41 s           |
| 6e | Felix Gall          | Autriche        | Decathlon-AG2R La Mondiale | + 47 s           |
| 7e | Brandon McNulty     | États-Unis      | UAE Team Emirates          | + 50 s           |
| 8e | Mattias Skjelmose   | Danemark        | Lidl-Trek                  | + 58 s           |
| 9e | Mikel Landa         | Espagne         | Soudal Quick-Step          | + 58 s           |
| 10e | Aleksandr Vlasov    | Bannière neutre | Red Bull-Bora-Hansgrohe    | + 1 min 00 s     |

| Classement par points | Classement par points | Classement par points | Classement par points      | Classement par points |
| Coureur               | Coureur               | Pays                  | Équipe                     | Points                |
| --------------------- | --------------------- | --------------------- | -------------------------- | --------------------- |
| 1er                   | Wout van Aert         | Belgique              | Team Visma \| Lease a Bike | 111 pts               |
| 2e                    | Kaden Groves          | Australie             | Alpecin-Deceuninck         | 105 pts               |
| 3e                    | Luis Ángel Maté       | Espagne               | Euskaltel-Euskadi          | 35 pts                |
| 4e                    | Corbin Strong         | Nouvelle-Zélande      | Israel-Premier Tech        | 35 pts                |
| 5e                    | Jon Aberasturi        | Espagne               | Euskaltel-Euskadi          | 34 pts                |
| 6e                    | Ibon Ruiz             | Espagne               | Equipo Kern Pharma         | 34 pts                |
| 7e                    | Lennert Van Eetvelt   | Belgique              | Lotto Dstny                | 33 pts                |
| 8e                    | Mathias Vacek         | Tchéquie              | Lidl-Trek                  | 32 pts                |
| 9e                    | Pavel Bittner         | Tchéquie              | Team dsm-firmenich PostNL  | 31 pts                |
| 10e                   | Primož Roglič         | Slovénie              | Red Bull-Bora-Hansgrohe    | 28 pts                |

| Classement par points | Classement par points | Classement par points | Classement par points      | Classement par points |
| Coureur               | Coureur               | Pays                  | Équipe                     | Points                |
| --------------------- | --------------------- | --------------------- | -------------------------- | --------------------- |
| 1er                   | Wout van Aert         | Belgique              | Team Visma \| Lease a Bike | 111 pts               |
| 2e                    | Kaden Groves          | Australie             | Alpecin-Deceuninck         | 105 pts               |
| 3e                    | Luis Ángel Maté       | Espagne               | Euskaltel-Euskadi          | 35 pts                |
| 4e                    | Corbin Strong         | Nouvelle-Zélande      | Israel-Premier Tech        | 35 pts                |
| 5e                    | Jon Aberasturi        | Espagne               | Euskaltel-Euskadi          | 34 pts                |
| 6e                    | Ibon Ruiz             | Espagne               | Equipo Kern Pharma         | 34 pts                |
| 7e                    | Lennert Van Eetvelt   | Belgique              | Lotto Dstny                | 33 pts                |
| 8e                    | Mathias Vacek         | Tchéquie              | Lidl-Trek                  | 32 pts                |
| 9e                    | Pavel Bittner         | Tchéquie              | Team dsm-firmenich PostNL  | 31 pts                |
| 10e                   | Primož Roglič         | Slovénie              | Red Bull-Bora-Hansgrohe    | 28 pts                |

| Classement de la montagne | Classement de la montagne | Classement de la montagne | Classement de la montagne  | Classement de la montagne |
| Coureur                   | Coureur                   | Pays                      | Équipe                     | Points                    |
| ------------------------- | ------------------------- | ------------------------- | -------------------------- | ------------------------- |
| 1er                       | Sylvain Moniquet          | Belgique                  | Lotto Dstny                | 16 pts                    |
| 2e                        | Filippo Zana              | Italie                    | Team Jayco AlUla           | 11 pts                    |
| 3e                        | Primož Roglič             | Slovénie                  | Red Bull-Bora-Hansgrohe    | 10 pts                    |
| 4e                        | Luis Ángel Maté           | Espagne                   | Euskaltel-Euskadi          | 9 pts                     |
| 5e                        | Bruno Armirail            | France                    | Decathlon-AG2R La Mondiale | 7 pts                     |
| 6e                        | Lennert Van Eetvelt       | Belgique                  | Lotto Dstny                | 6 pts                     |
| 7e                        | João Almeida              | Portugal                  | UAE Team Emirates          | 4 pts                     |
| 8e                        | Xabier Isasa              | Espagne                   | Euskaltel-Euskadi          | 3 pts                     |
| 9e                        | Mikel Bizkarra            | Espagne                   | Euskaltel-Euskadi          | 3 pts                     |
| 10e                       | Ibon Ruiz                 | Espagne                   | Equipo Kern Pharma         | 3 pts                     |

| Classement de la montagne | Classement de la montagne | Classement de la montagne | Classement de la montagne  | Classement de la montagne |
| Coureur                   | Coureur                   | Pays                      | Équipe                     | Points                    |
| ------------------------- | ------------------------- | ------------------------- | -------------------------- | ------------------------- |
| 1er                       | Sylvain Moniquet          | Belgique                  | Lotto Dstny                | 16 pts                    |
| 2e                        | Filippo Zana              | Italie                    | Team Jayco AlUla           | 11 pts                    |
| 3e                        | Primož Roglič             | Slovénie                  | Red Bull-Bora-Hansgrohe    | 10 pts                    |
| 4e                        | Luis Ángel Maté           | Espagne                   | Euskaltel-Euskadi          | 9 pts                     |
| 5e                        | Bruno Armirail            | France                    | Decathlon-AG2R La Mondiale | 7 pts                     |
| 6e                        | Lennert Van Eetvelt       | Belgique                  | Lotto Dstny                | 6 pts                     |
| 7e                        | João Almeida              | Portugal                  | UAE Team Emirates          | 4 pts                     |
| 8e                        | Xabier Isasa              | Espagne                   | Euskaltel-Euskadi          | 3 pts                     |
| 9e                        | Mikel Bizkarra            | Espagne                   | Euskaltel-Euskadi          | 3 pts                     |
| 10e                       | Ibon Ruiz                 | Espagne                   | Equipo Kern Pharma         | 3 pts                     |

| Classement du meilleur jeune | Classement du meilleur jeune | Classement du meilleur jeune | Classement du meilleur jeune | Classement du meilleur jeune |
| Coureur                      | Coureur                      | Pays                         | Équipe                       | Temps                        |
| ---------------------------- | ---------------------------- | ---------------------------- | ---------------------------- | ---------------------------- |
| 1er                          | Antonio Tiberi               | Italie                       | Bahrain Victorious           | 14 h 33 min 46 s             |
| 2e                           | Lennert Van Eetvelt          | Belgique                     | Lotto Dstny                  | + 3 s                        |
| 3e                           | Mattias Skjelmose            | Danemark                     | Lidl-Trek                    | + 20 s                       |
| 4e                           | Matthew Riccitello           | États-Unis                   | Israel-Premier Tech          | + 26 s                       |
| 5e                           | Isaac Del Toro               | Mexique                      | UAE Team Emirates            | + 48 s                       |
| 6e                           | Carlos Rodríguez             | Espagne                      | Ineos Grenadiers             | + 52 s                       |
| 7e                           | Florian Lipowitz             | Allemagne                    | Red Bull-Bora-Hansgrohe      | + 1 min 12 s                 |
| 8e                           | Cian Uijtdebroeks            | Belgique                     | Team Visma \| Lease a Bike   | + 1 min 38 s                 |
| 9e                           | Thymen Arensman              | Pays-Bas                     | Ineos Grenadiers             | + 2 min 19 s                 |
| 10e                          | Max Poole                    | Royaume-Uni                  | Team dsm-firmenich PostNL    | + 3 min 35 s                 |

| Classement du meilleur jeune | Classement du meilleur jeune | Classement du meilleur jeune | Classement du meilleur jeune | Classement du meilleur jeune |
| Coureur                      | Coureur                      | Pays                         | Équipe                       | Temps                        |
| ---------------------------- | ---------------------------- | ---------------------------- | ---------------------------- | ---------------------------- |
| 1er                          | Antonio Tiberi               | Italie                       | Bahrain Victorious           | 14 h 33 min 46 s             |
| 2e                           | Lennert Van Eetvelt          | Belgique                     | Lotto Dstny                  | + 3 s                        |
| 3e                           | Mattias Skjelmose            | Danemark                     | Lidl-Trek                    | + 20 s                       |
| 4e                           | Matthew Riccitello           | États-Unis                   | Israel-Premier Tech          | + 26 s                       |
| 5e                           | Isaac Del Toro               | Mexique                      | UAE Team Emirates            | + 48 s                       |
| 6e                           | Carlos Rodríguez             | Espagne                      | Ineos Grenadiers             | + 52 s                       |
| 7e                           | Florian Lipowitz             | Allemagne                    | Red Bull-Bora-Hansgrohe      | + 1 min 12 s                 |
| 8e                           | Cian Uijtdebroeks            | Belgique                     | Team Visma \| Lease a Bike   | + 1 min 38 s                 |
| 9e                           | Thymen Arensman              | Pays-Bas                     | Ineos Grenadiers             | + 2 min 19 s                 |
| 10e                          | Max Poole                    | Royaume-Uni                  | Team dsm-firmenich PostNL    | + 3 min 35 s                 |

| Classement par équipes | Classement par équipes     | Classement par équipes | Classement par équipes |
| Équipe                 | Équipe                     | Pays                   | Temps                  |
| ---------------------- | -------------------------- | ---------------------- | ---------------------- |
| 1re                    | UAE Team Emirates          | Émirats arabes unis    | 43 h 41 min 05 s       |
| 2e                     | Red Bull-Bora-Hansgrohe    | Allemagne              | + 1 min 19 s           |
| 3e                     | Decathlon-AG2R La Mondiale | France                 | + 2 min 42 s           |
| 4e                     | Movistar Team              | Espagne                | + 3 min 07 s           |
| 5e                     | Bahrain Victorious         | Bahreïn                | + 4 min 14 s           |
| 6e                     | Israel-Premier Tech        | Israël                 | + 4 min 36 s           |
| 7e                     | Ineos Grenadiers           | Royaume-Uni            | + 5 min 22 s           |
| 8e                     | Groupama-FDJ               | France                 | + 7 min 42 s           |
| 9e                     | Team Visma \| Lease a Bike | Pays-Bas               | + 9 min 10 s           |
| 10e                    | Astana Qazaqstan Team      | Kazakhstan             | + 10 min 26 s          |

| Classement par équipes | Classement par équipes     | Classement par équipes | Classement par équipes |
| Équipe                 | Équipe                     | Pays                   | Temps                  |
| ---------------------- | -------------------------- | ---------------------- | ---------------------- |
| 1re                    | UAE Team Emirates          | Émirats arabes unis    | 43 h 41 min 05 s       |
| 2e                     | Red Bull-Bora-Hansgrohe    | Allemagne              | + 1 min 19 s           |
| 3e                     | Decathlon-AG2R La Mondiale | France                 | + 2 min 42 s           |
| 4e                     | Movistar Team              | Espagne                | + 3 min 07 s           |
| 5e                     | Bahrain Victorious         | Bahreïn                | + 4 min 14 s           |
| 6e                     | Israel-Premier Tech        | Israël                 | + 4 min 36 s           |
| 7e                     | Ineos Grenadiers           | Royaume-Uni            | + 5 min 22 s           |
| 8e                     | Groupama-FDJ               | France                 | + 7 min 42 s           |
| 9e                     | Team Visma \| Lease a Bike | Pays-Bas               | + 9 min 10 s           |
| 10e                    | Astana Qazaqstan Team      | Kazakhstan             | + 10 min 26 s          |

## Abandons
Aucun coureur n'a abandonné au cours de l'étape.